# Tigran Hamasjan
Tigran Hamasjan (arménsky: Տիգրան Համասյան; * 17. července 1987 Gjumri) je arménský jazzový hudební skladatel a klavírista. Hraje převážně původní skladby, které jsou silně ovlivněny arménskou lidovou hudbou. Nejcitelnější to bylo na jeho albu A Fable. Využívá folklórních stupnic a modalit. Kromě toho je ovlivněn americkými jazzovými tradicemi a do jisté míry, zejména na albu Red Hail, i metalem. Jazzu se věnuje od devíti let. V šestnácti odešel do Spojených států, kde delší čas žil a pracoval, nyní znovu žije v Jerevanu. První album vydal v osmnácti letech. Spolupracoval mj. se Serjem Tankianem nebo Eivindem Aarsetem.

## Diskografie
- World Passion (2006)
- New Era (2007)
- Aratta Rebirth: Red Hail (2009)
- A Fable (2011)
- Shadow Theater (2013)
- Mockroot (2015)
- Luys i Luso (2015)
- An Ancient Observer (2017)
- They Say Nothing Stays The Same (2019)
- The Call Within (2020)
- StandArt (2022)